# Джейсон Тодд
Джейсон Тодд (англ. Jason Todd) — вигаданий персонаж, що з'являється на сторінках коміксів DC Comics. Вперше з'явився в серії коміксів Batman, у випуску #357 (березень 1983) і став другим Робіном, помічником супергероя Бетмена, коли попередній Робін (Дік Ґрейсон) став членом команди Нові Юні Титани, взявши образ Найтвінґа.
Спочатку стала популярною, завдяки перегляду його походження Максом Алланом Коллінсом, версія Робіна Джейсона Тодда була неохоче прийнята фанатами серії. Під час виходу історії Batman: Death in the Family DC Comics проводила телефонне опитування, щоб визначити, помре чи персонаж від руки Джокера. Персонаж був убитий за результатами 5343 до 5271 голосу. У наступних історіях Бетмен зумів перебороти своє почуття провини за смерть Джейсона. Як би там не було, в історії 2005 року, Under the Hood, персонаж був відроджений, після чого став другим Червоним ковпаком і прийняв на себе нову роль антигероя, багато в чому нагадуючу Бетмена, але у тоже час демонструючи готовність застосовувати вогнепальну зброю і вбивати.
У січні 2010 року Джейсон Тодд з'явився в історії Red Hood: The Lost Days, шестисерійною міні-серії, готує читача до виходу анімаційного фільму Бетмен: Під червоним ковпаком. Історія, написана Джаддом Віником (який також написав сценарій до фільму), розповідає про роки, проведених Джейсоном в поїздках по всьому світу і тренуванні після його воскресіння, перед поверненням в Ґотем.
У вересні 2011 року, після перезапуску всесвіту DC, була розпочата нова серія з Джейсоном Тоддом в головній ролі, Red Hood and the Outlaws, в якій він є лідером невеликої команди антигероїв.

## Історія публікацій
Коли Льон Вейн взяв обов'язки редактора серії Бетмена DC Comics в 1982 році, оригінальний Робін, Дік Ґрейсон, став одним з членів команди юних супергероїв Юні Титани в серії The New Teen Titans. Однак без Діка Ґрейсона не було персонажа, який служив би відображенням Бетмена і оголошував його дії. Джейсон Тодд був створений в якості заміни Ґрейсона на посаді Робіна. Вперше він з'явився в Detective Comics #524 (березень 1983), а в якості нового Робіна з'являється у Detective Comics #526 (травень 1983).
Після подій кросовера Crisis on Infinite Earths видавництво скористалося можливістю перезапустити багато серії коміксів. Персонаж Тодда був повністю переглянутий, і нова його версія була погано сприйнята фанатами. Денніс О'Ніл, який став редактором серії в 1986 році, сказав: «Вони ненавиділи його. Я не знаю, може, тому причиною було божевілля фанатів — може, вони побачили в ньому узурпатора, який зайняв місце Діка Ґрейсона. Деякі листи, які ми отримали, визначили, що саме такою була думка принаймні кількох людей.»

### A Death in the Family
У 1988 році Денніс О'Ніл припустив, що аудиторія може бути притягнута до коміксів можливістю вплинути на творчий процес. Втіливши ідею у телефонному голосуванні через 1-900 телефон, О'ніл вирішив з президентом DC Джанет Кан, що голосування не повинно бути витрачено на щось незначне. О'ніл вирішив використовувати опитування, щоб визначити долю нового Робіна. О'ніл сказав: «Джейсон був логічним кандидатом, оскільки у нас були підстави вважати, що він не популярний. Це і так був досить сміливий хід, так що ми не могли цього зробити з більш другорядним персонажем.» І хоча Джейсон Тодд не мав популярності у читачів, О'ніл не міг вирішити, що робити з персонажем, тому вирішив надати рішення аудиторії.

Кадр з Batman #428 (1988 року): «A Death in the Family». Малюнок Джима Апаро.

Голосування було організовано в чотирьох-серійної історії «Death in the Family», опублікованої у випусках серії Batman #426-429 1988 року. В кінці #427 Тодд був побитий Джокером і залишений вмирати у вибуху. Передостання сторінка журналу містила номери 1-900, за якими читачі могли зателефонувати, щоб проголосувати за його смерть або порятунок. Протягом 36 годин, відведених на голосування, опитування отримав 10 614 голосів. Вердикт був винесений на користь смерті персонажа з невеликою перевагою — 5 343 голоси до 5 271. Наступний випуск Batman #428 описував смерть Тодда. Роки потому О'ніл розповів, що сотні голосів за варіант «Джейсон вмирає» були отримані від однієї людини, що ставить під сумнів непопулярність Джейсона, визначення якої стало метою опитування. «Я чув це був один хлопець, запрогромувавший комп'ютер набирати номер кожні 90 секунд протягом 8 годин, що і визначило вибір», сказав О'ніл в інтерв'ю для «Newsarama», в той час, як інтерв'ю було взято у сценариста Джадда Вініка в ході випуску «Under the Hood». Ґрунтуючись на інформації О'ніла, можна зробити висновок, що 320 голосів за 8 годин було отримано від однієї людини за смерть Джайсона Тодда. Пізніше О'ніл повторив цю інформацію з деякими особливостями: «Я чув це був адвокат, використав Макінтош і жив у Каліфорнії — я, звичайно, не знаю подробиць, але я чув, що хтось там запрограмував його комп'ютер набирати телефон кожну пару хвилин, і оскільки перевага у голосуванні був лише у 65 голосів, то якщо ця історія правда, то цей хлопець, він убив Джейсона Тодда!»
Незважаючи на результати голосування, О'ніл зазначив: «Ми виконали свою частину, і отримали просто силу-силенну листів ненависті і купу негативних коментарів у пресі.» Кілька творців коміксів явно виразили своє незадоволення цією подією. Сценарист/художник Френк Міллер, який працював над The Dark Knight Returns і Batman: Year One, сказав: «Для мене вся ця історія з убивством Робіна є однією з найбільш потворних, яку я бачив в коміксах, і найбільш цинічною.» Однак DC наполягла на рішення, прийняте в результаті голосування. На задній обкладинці м'якого видання A Death in the Family була розміщена цитата О'ніла з приводу смерті Тодда, в якій говорилося: «Це був би дійсно підлий вчинок, якби ми могли повернули його назад.» Пізніше О'ніл пошкодує про це коментарі.
Існував певний розрив у часі між серіями Batman і Detective Comics в описі смерті Джейсона Тодда. Великі пригоди почалися після Кризи, що зійшлося з ерою циркових акробатів, що в Detective Comics відбувалося одночасно з тим, як з'явився Джейсон Тодд, вуличний сирота. Це призвело до того, що Робін майже перестав з'являтися в Detective Comics, що стало особливо помітно після його смерті. Одинадцять місяців пройшло між загибеллю Джейсона в Batman #428 та першому згадуванні про це в Detective Comics #606.
У 1989 році Денніс О'Ніл, Марв Вольфман і Пет Бродерік представили читачам Тіма Дрейка, який стане третім Робіном. Пам'ятаючи про поганий прийом Джейсона читачами, О'ніл організував більш продумане вступ, в якому Тім спочатку представився Діку Ґрейсону і вразив колишнього Робіна своїми здібностями і поділився своєю історією з Ґрейсоном. Бетмену довелося поступово приймати Тіма, перш ніж зробити його своїм партнером, хоча пам'ять про Джейсона продовжить грати тяжку частину в їх відносинах, і Тіму довелося місяцями тренуватися перед офіційною появою в якості Робіна.

### «Hush»

Джейсон Тодд, як Червоний Ковпак, у Batman Annual #25. Малюнок Шейна Девіса.

Незадовго до випуску Batman #617 (вересень 2003) сторінка з випуску, намальована Джимом, курсувала по інтернету, вочевидь, розкриваючи особу лиходія Цитя, колишнього в центрі сюжетної лінії «Hush» Джима і Джефа Лоеба, про те як воскрес Джейсон Тодд. У Batman #618 (жовтень 2003) пояснилось, що насправді Глиноликий прикинувся Джейсоном Тоддом під керівництвом Загадника і Цить. Лоеб пояснив: "Я завжди любив Джейсона, мені подобалася ідея, що у Бетмена був Робін, померлий при виконанні та як це мотивувало б кожного на продовження їх квесту. Це також було б самою свіжої, самою болісної річчю, яку йому довелося пережити. Ось чому Цить зіграв цією картою — влізти в голову Бетмена… Але «Hush» не був про Джейсона.
У 2005 році сценарист Джадд Вінік почав сюжетну лінію Under the Hood, яка крутилася навколо загадки особистості нового Червоного Ковпака. Особистість персонажа, як Джейсона Тодда, була відкрита у Batman #638. Вінік пояснив, що після початкової зав'язки в серії «Batman» він запропонував своїм редактором «щось велике». Якщо бути точним, він хотів повернути Джейсона Тодда до життя. Вінік сказав: «Я був куди менш зацікавлений у тому, як і чому і яка частина Джейсона Тодда повернеться з мертвих, ніж що зробить з Бетменом повернення Джейсона. Зараз.» Пояснення повернення Джейсона було розказано Batman Annual #25 (2006). Після сюжетної лінії «Nightwing» у події One Year Later, в якому Джейсон Тодд взяв особистість Найтвінга, персонаж повернувся знову як Червоний Ковпак, в якості одного з ключових персонажів у тривала рік серії коміксів «Countdown», що почалася в травні 2007 року.

### Battle for the Cowl
Слідом за сюжетною аркою Batman R.I.P. пішла Batman: Battle for the Cowl, в якій Тодд показується в образі озброєного вогнепальною зброєю віджеленті в колишньому костюмі одного з трьох псевдо-Бетменів. Коментуючи появу Джейсона в сюжетній лінії, сценарист і художник Тоні Деніел заявив, що, починаючи з цього моменту, Джейсон є лиходієм bona fide:
| Ліві лапки | З цієї точки [Джейсон] за межами точки неповернення, тепер ніхто навіть віддалено не може назвати його героєм. Це саме те, чого я хотів — зробити так, щоб він уже не міг повернутися. Речі, які він робить у "Battle for the Cowl", не можуть бути просто так прощені. Єдиним можливим виходом для нього може бути тюрма або щось гірше. Однак, починаючи звідси Джейсон вже не в сірій області між добром і злом. Тепер стає абсолютно ясно, що він на темній стороні. | Праві лапки |

Тодд б'ється з членами сім'ї Бетмена, перемагаючи одного за іншим, поки не зазнає поразки від рук Найтвінґа, який потім одягає костюм Бетмена. Однак, перед тим, як впасти в темну безодню, він дає зловісне попередження, що ще повернеться.

### The New 52

#### The Outlaws
Як частина перезапуску більшості персонажів коміксів і DC Comics, 6 червня 2011 року було заявлено, що Джейсон Тодд з'явиться у своїй власній серії під маскою Червоного Ковпака. Тодд буде очолювати команду Вигнанців, групу антигероїв, в якій буде «декілька різних значних персонажів з всесвіту DC — деяких ми бачили раніше, деяких ні», — розповів редактор Batman Group Майк Мартс. Команда буде включати Роя Харпера і Старфаєр. Серія Red Hood and the Outlaws стартувала у вересні 2011 року, сценаристом серії став Скотт Лобделл, художником — Кеннет Рокафорт. Серія фокусується на спокуту Джейсона Тодда і розповідає спрощену версію його становлення Червоним Ковпаком у Red Hood and the Outlaws #0, спеціальному випуску між #12 і #13.

### Rebirth

#### Red Hood And The Outlaws
Джейсон Тодд відправляється під глибоке прикриття, щоб знищити кримінальний світ Ґотема зсередини. А щоб закріпити статус Червоного Ковпака в якості лиходія, він змушений вчинити замах на мера і особисто зіткнутися з Бетменом. Місія Джейсона зведе його з двома ненадійними союзниками: воїном-амазонкою Артемідою і «зомбі» клоном Супермена по імені Бізарро. І так виникла «Темна Трійця» Всесвіту DC.

## Сили і здібності
Щоб стати Робіном, Тодд був тренований так само, як і Дік Ґрейсон в свій час. Бетмен наставляв його в акробатиці та бойових мистецтвах.
Після свого повернення Тодд розширив свої тренування, взявши собі вчителів того ж рівня, людей, які тренували Бетмена, його колишнього наставника. Через Талію аль Гул, яка таємно купила частку акцій компанії Kord Industries під виглядом колишнього СЕО LexCorp, Джейсон отримав доступ до високоякісної цивільного і військового зброї, який включає вогнепальну зброю, вибухівку, ракетниці і сучасне комп'ютерне обладнання та гаджети. Однак його ніж (нагадує кріс і є реплікою одного з ножів Ра ' з аль Гула) все ще залишається його кращим зброєю в сутичці один на один. Він також володіє деякими смертельно гострими клинками, заснованими на бетарангах Бетмена, розроблених для метання. Хоча Джейсон не володіє багатством Брюса Вейна, його арсенал знаходиться на одному рівні з технологіями Бетмена.
Завдяки тренуванням Бетмена у розслідуваннях, Джейсон Тодд є вмілим детективом. В ході подій Under the Red Hood він зумів дізнатися місце розташування Джокера, коли той ховався після жорстокого побиття Цитя. Тодд також дізнався, що його воскресіння має відношення до планів Олександра Лютора-молодшого до його смерті на початку сюжету Countdown.

## Поза коміксів

### Телесерілаи
- Джейсон Тодд коротко згадується Бет-Майтом в епізоді Emperor Joker мультсеріалу «Batman: The Brave And The Bold».[3]
- Його голографічний пам'ятник стоїть у печері Команди, в мультсеріалі «Young Justice».
- Його голографічний пам'ятник стоїть у печері Бетмена, в мультсеріалі «New Batman Adventures».

### Фільм
- У фільмі Крістофера Нолана «Темний лицар повертається» Бейн при пограбуванні біржі носить шолом подібно Тодду.
- «Бетмен: Вбивчий Жарт» — Коли Бетмен розглядає фотографії на Бет-комп'ютері на одній з них можна зауважити Вмираючого Робіна.
- «Бетмен: Повернення Темного Лицаря. Частина 1»: Після того як Керрі Келлі призвела Брюса до печери, там вона підслухала розмову про те, як Альфред згадав Джейсона. Його костюм також можна побачити, він вистить в печері.
- У мультфільмі «Бетмен: Ґотем в газовому світлі» Джейсон, Дік і Тім є молодими злочинцями.
- Джейсон Тодд з'являється в анімаційному фільмі «Бетмен: Під червоним ковпаком» у якості головного антагоніста, Червоного ковпака. Озвучений Дженсеном Еклзом.[4] Більш юна версії Джейсона Тодда, яка з'являється у флешбеках фільму, була озвучена Вінсентом Мартеллой (у віці підлітка) і Олександром Мартеллой (будучи дитиною).[5]
- Світи DC:
  - У фільмі «Бетмен проти Супермена: На зорі справедливості» з'являється костюм Робіна, у Бетпечері, на якому написано: «Ха-ха-ха, тебе розіграли, Бетмен».
Пізніше Warner Bros. підтвердили, що Джейсон Тодд мертвий.
  - «Загін Самогубців»: На початку досьє Гарлі, на кілька секунд, з'являється напис який легко помітити «Співучасниця вбивства Робіна».

### У серіалах
- У серіалі Стріла — Рой Гарпер, герой по кличці Арсенал, після своєї сфальсифікованої смерті їде у інше місто і отримує нове ім'я — Джейсон Тодд.
- Новий Робін у виконанні молодого актора Керрана Волтерса з'явився у п'ятому епізоді серіалу «Титани». Далі йому був присвячений цілий наступний епізод, який називається «Джейсон Тодд».

### У комп'ютерних іграх
- Серія Batman: Arkham:
  - Згадується в грі «Batman: Arkham City». На DLC карті «Карнавал Джокера», граючи за Робіна (Тім Дрейк), Джокер скаже: «Хіба я тебе не вбив? Ні?» («Didn't I kill you already? No?») перед початком випробування.
  - Присутній в грі «Batman: Arkham Knight», як у ролі Робіна у флешбеках, так і у ролі Лицаря Аркхема, і Червоного Ковпака в DLC «Red Hood Story Pack». За сюжетом гри, Джейсон Тодд був викрадений Джокером та фізично і морально зламаний, переконавшись у тому, що Бетмен кинув його напризволяще. Коли Джейсон хотів розкрити особистість Темного Лицаря Джокеру, той застрелив його, щоб той «не псував веселощі». Через багато років, Джейсон повернувся з Дезстроуком і армією найманців, створивши при цьому величезну кількість безпілотних танків і літаків, щоб помститися Бетмену. Коли Бетмен перемагає та переконує Джейсона у його доброті, Тодд перестає бути Лицарем Аркхема та скривається у тіні. Але на останок з'являється у кінці і допомагає Бетмену, не давши Страхопудалу його вбити Брюса. Коли Бетмен ініціював протокол «Падіння Лицаря», інсценувавши свою смерть, Джейсон Тодд, називаючи себе «Червоним Ковпаком», стає новим захисником Ґотем-сіті, але з більш радикальним настроєм (він воліє вбивати злочинців, а не віддавати поліції). Першою його жертвою став Роман Сіоніс.
  - Сцену «смерті» Джейсона з Batman: Arkham Knight можна побачити у «Batman: Arkham VR».
- Лицар Аркхема також з'являється у якості грального персонажа в мобільній версії гри «Injustice: Gods Among Us» (у рамках дебюту Batman: Arkham Knight).
- Джейсон як Червоний Ковпак є грабельним персонажем в «Injustice 2» за допомогою DLC.
- З'являється як грабельний персонаж у грі «Lego Batman 3: Beyond Gotham».

### Радіо
- Джейсон Тодд з'явився у радіопередачі «Batman: The Lazarus Syndrome», озвучений Аланом Мерріотом.